# Сура Аль-Фаляк
Сура Аль-Фаляк (араб. سورة الفلق‎) або Світанкова зоря — сто тринадцята сура Корану. Мекканська, містить 5 аятів.

1. Скажи: «Шукаю захисту в Господа світанкової зорі
2. від зла Його творінь,
3. і від зла темряви, коли вона настає,
4. і від зла чарівниць, що дмухають на вузли,
5. і від зла заздрісника, коли він заздрить».